# Michaela Mlejnková
Michaela Mlejnková (ur. 26 lipca 1996 w Jilemnicach) – czeska siatkarka, reprezentantka kraju, grająca na pozycji przyjmującej. 

## Sukcesy klubowe
Liga czeska:
- 2012, 2013, 2014, 2015

Liga niemiecka:
- 2016, 2017, 2018, 2021

Superpuchar Niemiec:
- 2016

Puchar Niemiec:
- 2017

Liga polska:
- 2020
- 2019

Puchar Francji:
- 2022[5]

Liga francuska:
- 2022[6]

Puchar Grecji:
- 2024[7]

Liga grecka:
- 2024[8]

## Sukcesy reprezentacyjne
Liga Europejska:
- 2019
- 2022[9], 2024[10]
- 2018

## Nagrody indywidualne
- 2017: Najlepsza przyjmująca Turnieju Kwalifikacyjnego do Mistrzostw Świata
- 2018: Najlepsza przyjmująca Ligi Europejskiej
- 2024: MVP finału Pucharu Grecji[11]